# Sánchez de Bustamante (subte de Buenos Aires)
Sánchez de Bustamante será una futura red de subterráneos de la Ciudad de Buenos Aires. La estación se encontrará entre las estaciones Pueyrredón y Salguero sobre la línea F de subterráneos. Estará ubicada sobre una de las principales avenidas de la ciudad, la Avenida Las Heras, en la intersección con la calle Sanchez de Bustamante, en el barrio porteño de Palermo.